# 邑久町虫明
邑久町虫明（おくちょうむしあげ）は、岡山県瀬戸内市邑久町にある大字。
公式な読み方は「むしあげ」であるが、一般的には「むしあけ」とも呼ばれることもある。備前国邑久郡裳懸荘の存在した地であり、1889年（明治22年）6月1日の町村制施行と共に虫明村・福谷村が合併して裳掛村となる。さらに1958年（昭和33年）、邑久、福田、今城、本庄、笠加、玉津旧村域と共に邑久町の一部となる。
この地名に由来する虫明（むしあけ、むしあき）、蟲明（むしあけ）という姓があり、虫上（むしあげ、むしかみ）という姓は倉敷市に多くある。

## 施設
- 瀬戸内市裳掛出張所
- 瀬戸内市立裳掛診療所
- 瀬戸内市立裳掛小学校
- 瀬戸内市立裳掛児童館
- 瀬戸内警察署虫明駐在所
- 国立療養所長島愛生園
- 国立療養所邑久光明園
- 道の駅黒井山グリーンパーク
- 備前日生信用金庫虫明支店
- 虫明郵便局
- 錦海塩田跡
- 気象庁虫明地域気象観測所（アメダス）

## 特産物・産業
- 漁業
- カキ養殖
- 虫明焼

現在は行われていないが、かつては塩田による塩が生産されていた。

## 交通
- 東備バス虫明・愛生園線
- 岡山県道224号瀬西大寺線
- 岡山ブルーライン虫明IC
- 岡山県道225号虫明長浜線